# Città del Benin

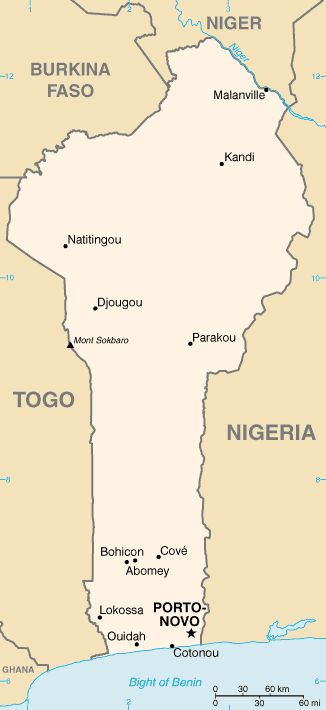
Mappa del Benin

Di seguito è riportato un elenco delle città del Benin secondo il censimento statale del 2013:

## Elenco

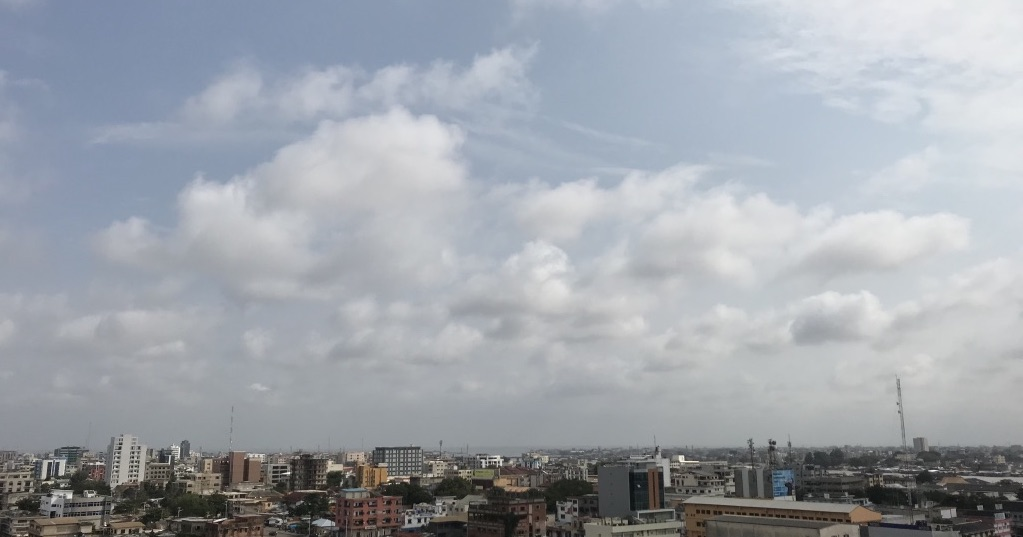
Cotonou, la città più grande del Benin

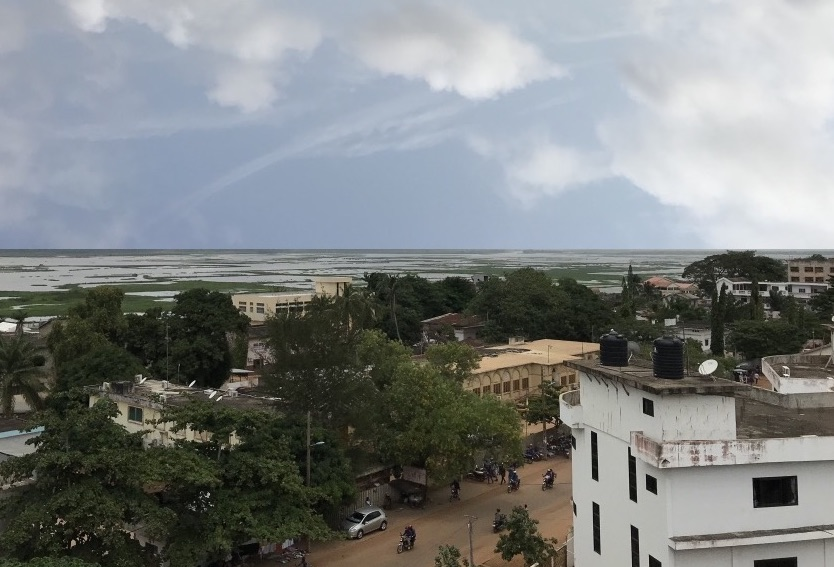
Porto-Novo, capitale e seconda città più grande del Benin.

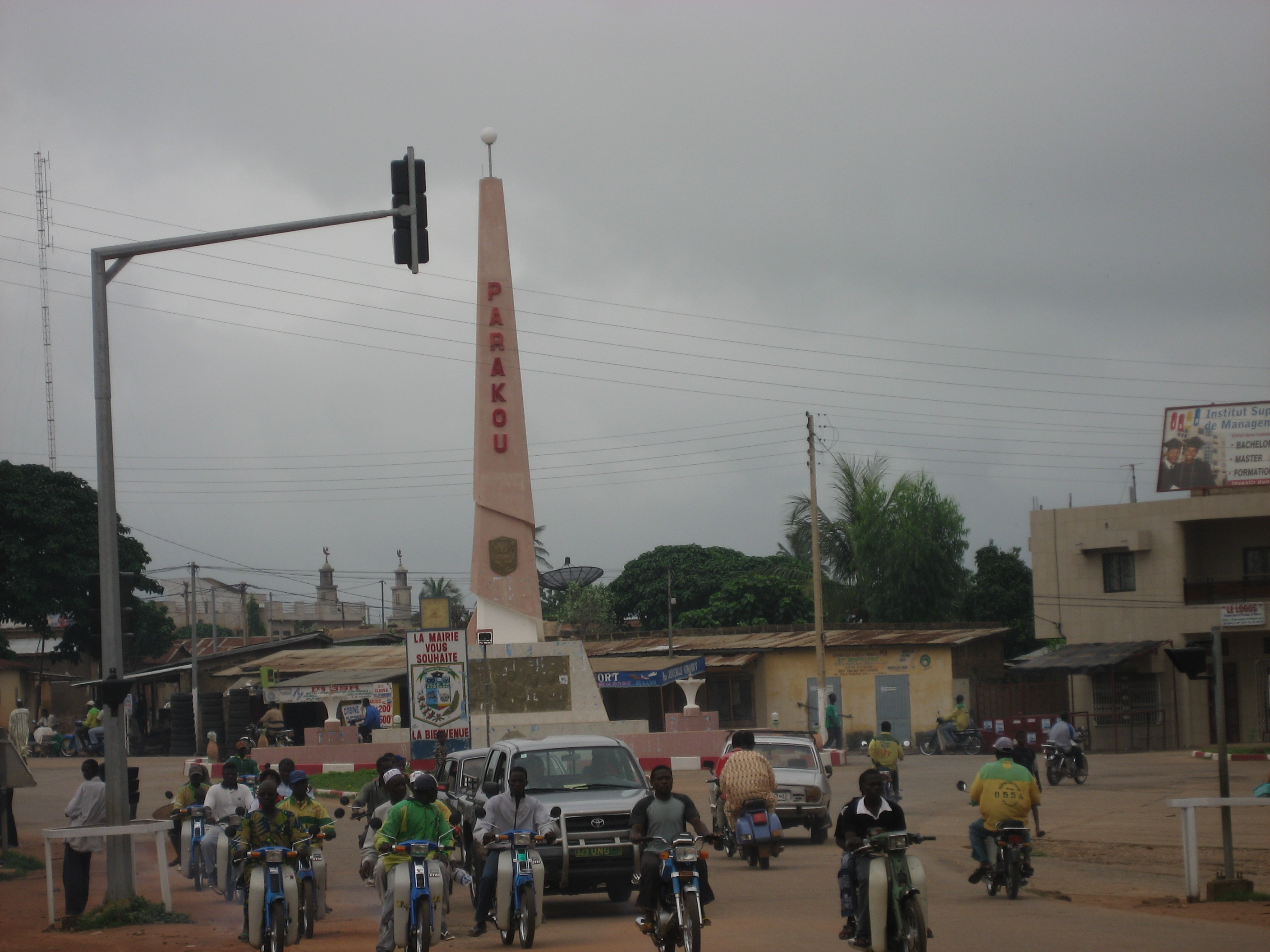
Parakou

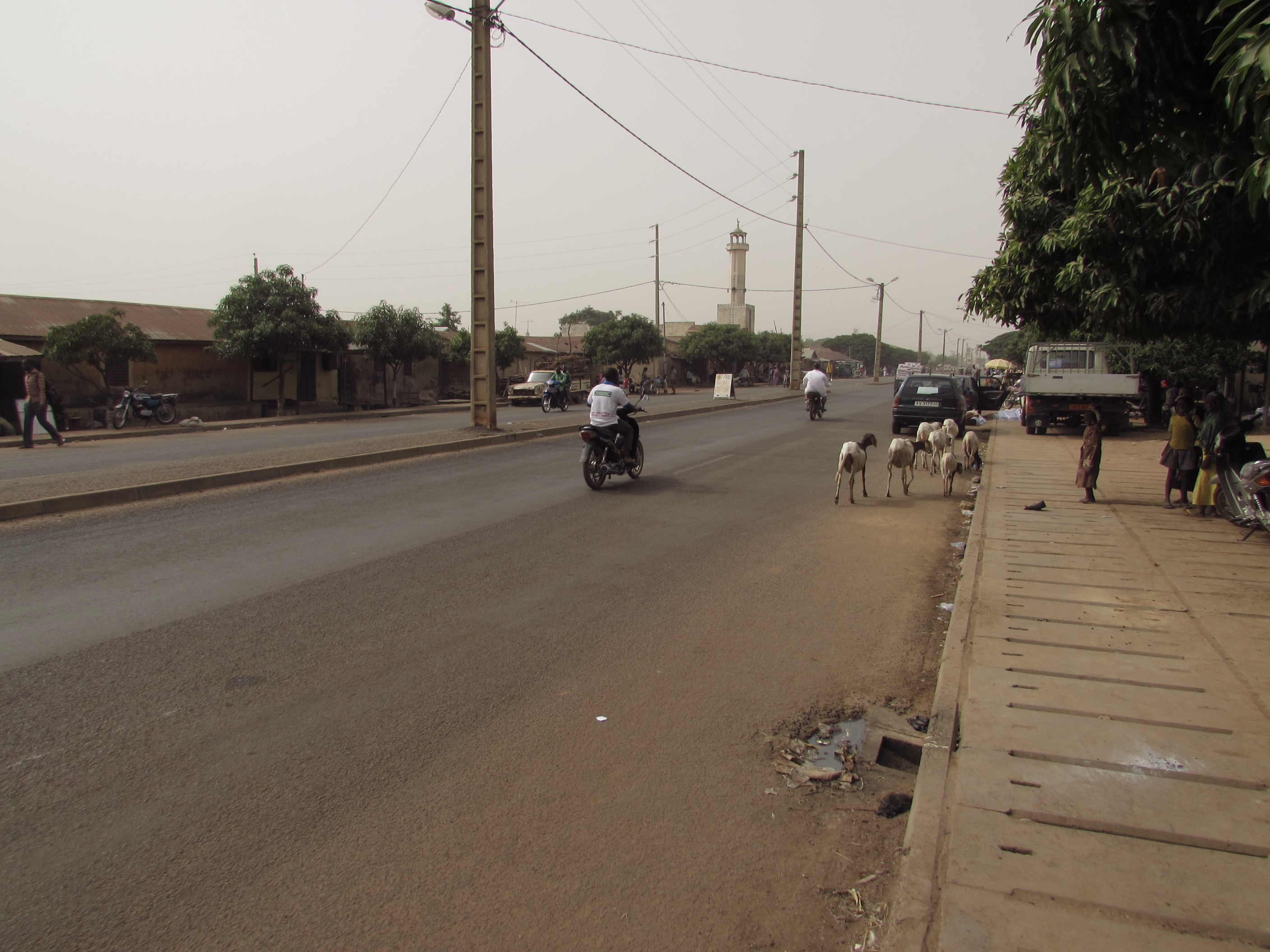
Djougou

### Le città più grandi
1. Cotonou - 679.012
2. Porto-Novo - 264,320
3. Parakou - 255.478
4. Djougou - 94.773
5. Bohicon - 93.744
6. Kandi - 56.043
7. Abomey - 117.824
8. Natitingou - 53,284
9. Lokossa - 47.246
10. Ouidah - 47.616

### Elenco alfabetico
- Abomey
- Abomey-Calavi
- Athiémé
- Banikoara
- Bassila
- Bembèrèkè
- Bétérou
- Bohicon
- Bori
- Boukoumbé
- Comè
- Cotonou
- Covè
- Dassa-Zumè
- Djougou
- Dogbo
- Ganvié
- Godomey
- Grand-Popo
- Kandi
- Kérou
- Kétou
- Kouandé
- Lokossa
- Malanville
- Natitingou
- N'Dali
- Nikki
- Ouidah
- Parakou
- Pehonko
- Pobè
- Porga
- Sakété
- Savalou
- Savè
- Ségbana
- Tanguiéta
- Tchaourou